# Léon Genonceaux
Léon Genonceaux (Mazée, 14 janvier 1856 — Paris, 5 février 1942) écrivain, éditeur de livres et libraire français.

## Biographie
Léon Genonceaux Il est issu d'une famille d'origine belge. (Il avait encore la nationalité belge en 1936.) Son père était douanier. Était l'un des écrivains français les plus connus de la fin du XIXe siècle. Beaucoup d'informations sur sa vie ne sont pas connues[Quoi ?]. Bien qu’il ait survécu bien au-delà du tournant du siècle, il a été oublié dans la seconde moitié de sa vie.
Il a travaillé comme éditeur de livres à partir des années 1880. Il a eu à plusieurs reprises des ennuis avec les autorités françaises parce qu'il avait publié des œuvres de fiction alors considérées comme moralement répréhensibles: Charles Virmaître Paris-cocu, Armand Silvestre Le Livre d'amour, Pierre Delcourt Le Vice à Paris.
Il est intéressant de noter[style à revoir] que son nom est également associé à la publication des écrits d'Arthur Rimbaud (1854—1891) et du comte de Lautréamont (1846—1870). La raison principale en était que son livre Tutu était classé comme immoral et que Genonceaux dut fuir les autorités à Londres vers 1900[pas clair]. Bien qu'il revienne à Paris vers 1905, il ne retrouvera jamais sa renommée d'antan. Il a commencé à travailler comme libraire, mais son entreprise a rapidement fait faillite.
En 1902, il épouse Élise Guionnet.
Dans sa vieillesse, à partir des années 1920, il travaille comme comptable.
Il décède en 1942 à l'âge de 86 ans.

## Œuvres
- Le Tutu, Mœurs Fin de Siècle, 1891
- Les Inédits: Recueillis En Angleterre, 1892

Son ouvrage intitulé The Tutu: Morals of the Fin de Siècle a été de nouveau publié en 2013 dans une nouvelle édition, dans le cadre de la série « Atlas Anti-classiques ».

## Autre littérature
- Deux malchanceux de la littérature fin de siècle : Jean Larocque et Léon Genonceaux / Jean-Jacques Lefrère et Jean-Paul Goujon, 1994